# بوخوتی زکاریادزه
بوخوتی زکاریادزه (گرجی: ბუხუტი ზაქარიაძე; ۱ ژوئیهٔ ۱۹۱۳ – ۱۲ فوریهٔ ۱۹۸۸) بازیگر اهل اتحاد جماهیر شوروی سوسیالیستی (گرجستان کنونی) بود. وی بین سال‌های ۱۹۳۳ تا ۱۹۸۸ میلادی فعالیت می‌کرد.
از فیلم‌ها یا برنامه‌های تلویزیونی که وی در آن نقش داشته‌است می‌توان به آزادی اشاره کرد.